# 에어컴
에어컴(영어: Eircom Limited)은 아일랜드에 본사를 둔 통신회사이다. 주요사업은 통신이며 모기업은 일리아드 S.A.다.

## 개요
본사는 더블린에 있으며 프랑스 Iliad SA사가 지분 52%를 보유하고 있다.

## 역사
- 1984년 아일랜드 체신부에서 분리하여 설립.
- 1999년 에어컴 이라는 현재의 사명을 바꿨다.

## 같이 보기
- 일리아드 S.A.(영어판)